# Talsperre Falkenstein
Die Talsperre Falkenstein ist eine Talsperre in Sachsen, die 1971–1975 im Gebiet von Falkenstein im Vogtland zur Brauchwasserversorgung unter anderem von der Falgard gebaut wurde. Die offizielle Inbetriebnahme war 1977.
Da es keine Industrie mehr gibt, die Brauchwasser benötigt, sind die derzeitigen Hauptnutzungen der Talsperre lediglich die Freizeiterholung, insbesondere Baden, und Hochwasserschutz. Auch ein kleines Wasserkraftwerk für den Eigenbedarf ist in Betrieb. Der Staudamm der Talsperre Falkenstein ist ein Steinschüttdamm mit Innendichtung aus Beton. Das gestaute Gewässer ist die Weiße Göltzsch, die sich kurz darauf mit der Roten Göltzsch zur Göltzsch vereinigt und später in die Weiße Elster mündet.

## Freizeitmöglichkeiten
An der Talsperre gibt es ein Schwimmbad. Der Stausee ist ein geprüftes EU-Badegewässer. An der Stauwurzel gibt es ein kleines Vorbecken, das als Kinderbadeteich dient. 
In der Talsperre gibt es fast keine Fische, da das Wasser zu sauer ist. Daher ist Angeln hier nicht sinnvoll. Die Dammkrone ist begehbar und es gibt einen Rundweg um die Talsperre.

## Bilder

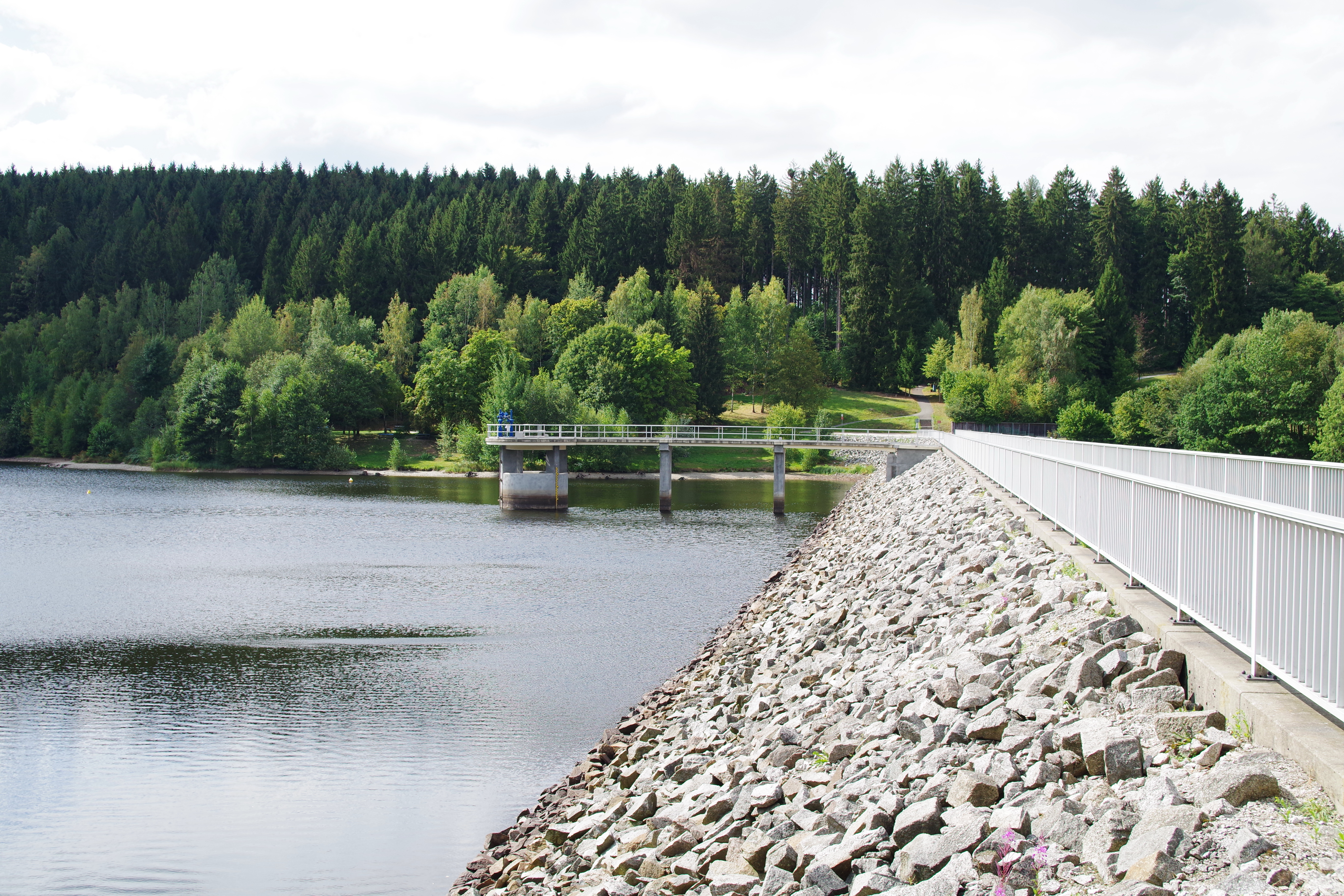
Damm der Talsperre Falkenstein
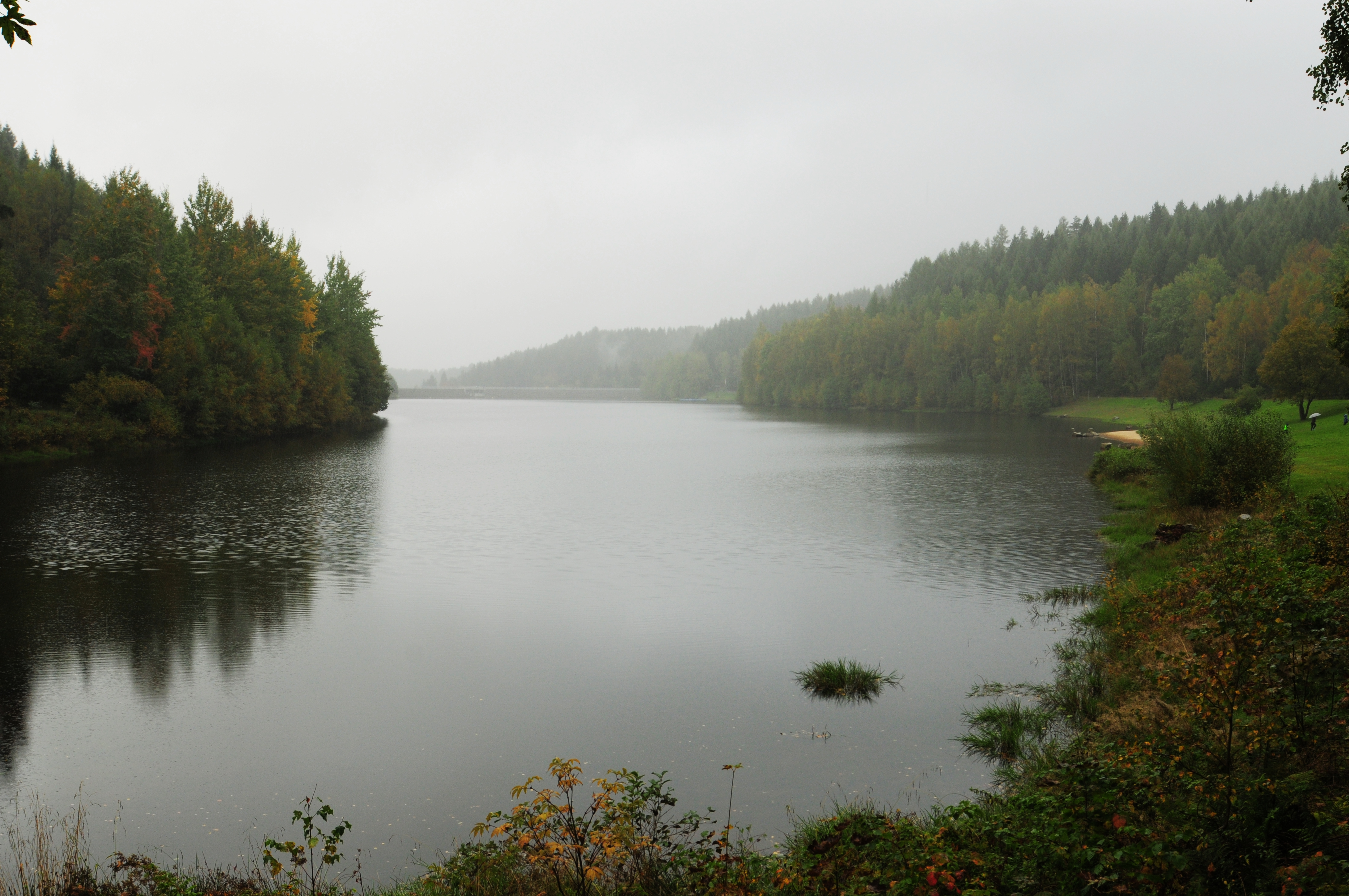
Blick zur Staumauer